# Brown (cràter)
|  | No s'ha de confondre amb D. Brown (cràter). |

Brown és un cràter d'impacte que es troba a la part sud-est de la Lluna, al sud-oest del prominent cràter Tycho, dins del seu sistema de marques radials. Al nord-oest de Brown es troba el cràter Wilhelm, i a l'oest apareix el cràter Montanari.

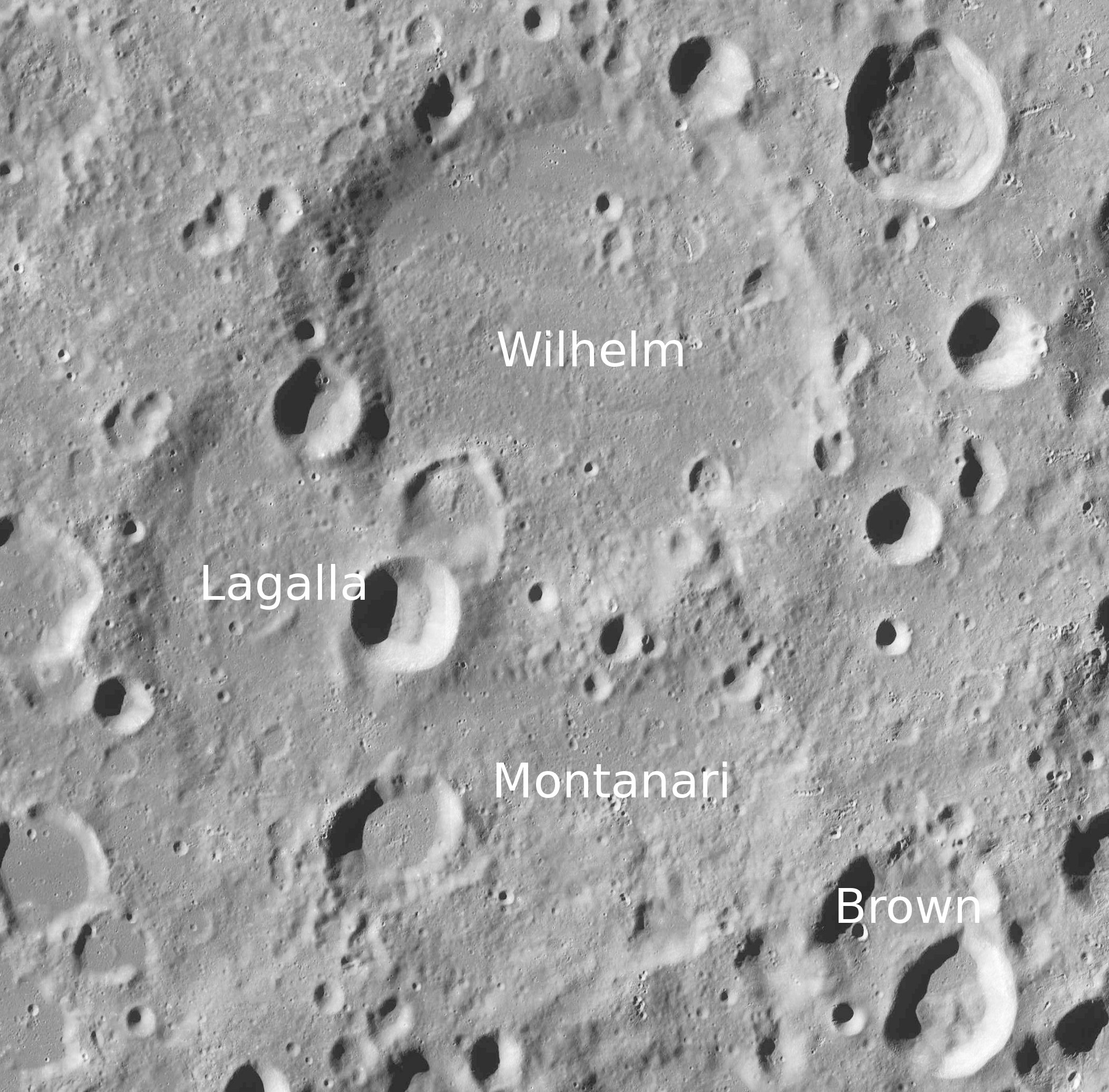
Localització de Brown (inferior dreta de la imatge)
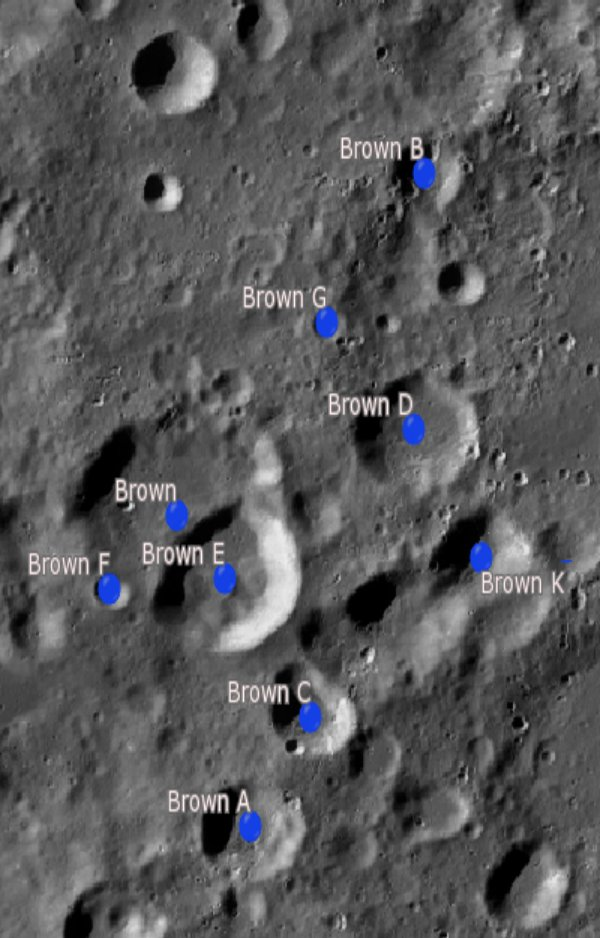
Cràters satèl·lit
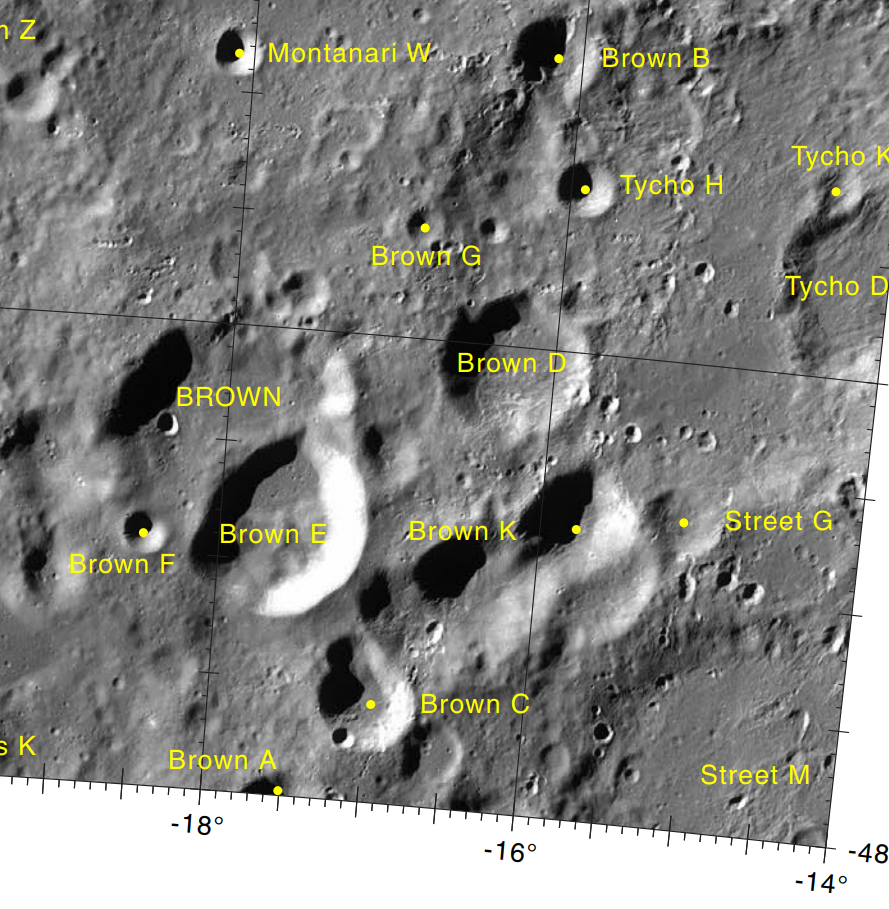
Rodalies de Brown

La vora de Brown està deformada pel que fa al perfil circular típic, sobretot a causa de la intrusió del cràter satèl·lit Brown I al sud-est de la formació. La vora nord té forma poligonal, amb el costat nord aplanat. També hi ha un petit buit en la vora occidental que sobresurt cap a l'oest.

## Cràters satèl·lit
Per convenció aquests elements són identificats en els mapes lunars posant la lletra en el costat del punt central del cràter que està més proper a Brown.
| Brown | Coordenades                          | Diàmetre |
| ----- | ------------------------------------ | -------- |
| A     | 48° 06′ S, 17° 24′ O / 48.1°S,17.4°O | 16 km    |
| B     | 44° 42′ S, 16° 06′ O / 44.7°S,16.1°O | 12 km    |
| C     | 47° 36′ S, 17° 00′ O / 47.6°S,17.0°O | 13 km    |
| D     | 46° 00′ S, 16° 06′ O / 46.0°S,16.1°O | 20 km    |
| E     | 46° 48′ S, 17° 36′ O / 46.8°S,17.6°O | 22 km    |
| F     | 46° 54′ S, 18° 18′ O / 46.9°S,18.3°O | 6 km     |
| G     | 45° 30′ S, 16° 48′ O / 45.5°S,16.8°O | 5 km     |
| K     | 46° 36′ S, 15° 36′ O / 46.6°S,15.6°O | 16 km    |